# Fonte do Rosário
A Fonte do Rosário localiza-se na Ajuda (Peniche), na freguesia e no Município de Peniche, Distrito de Leiria, em Portugal. 

## História
Acredita-se que terá sido erguida no século XVI ou no século XVII. Foi restaurada no século XVIII, de acordo com a inscrição epigráfica na pedra central do arco de entrada: 1717.

## Características
Trata-se de uma imponente fonte de mergulho na qual, para maior comodidade, foi construída uma rampa de acesso e um pequeno pátio interior, que permitia a inversão do sentido de marcha das carroças e animais que transportavam o líquido para a vila.